# Ludwig Hupfeld

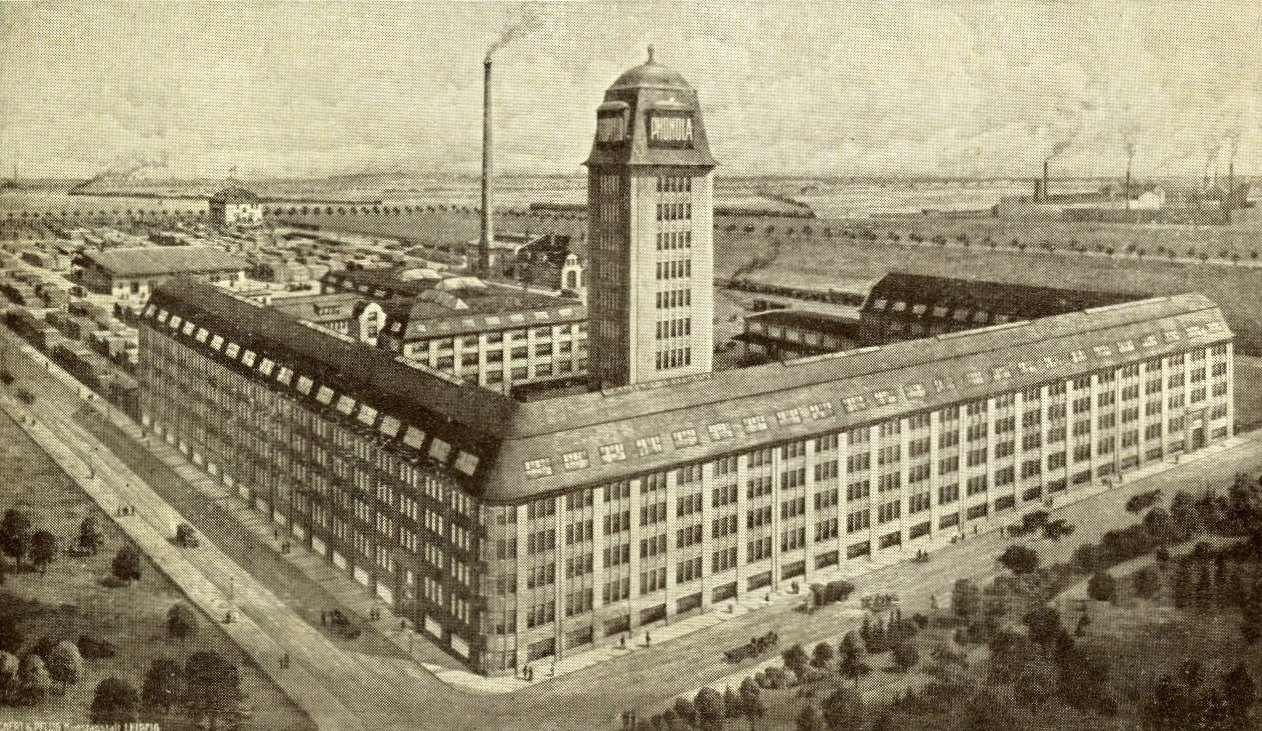
Pianofortefabrik Ludwig Hupfeld um 1911 in Böhlitz-Ehrenberg

Ludwig Hupfeld (* 26. November 1864 in Maberzell; † 8. Oktober 1949 in Leipzig) war ein deutscher Musikinstrumentenbauer und Unternehmer.

## Leben und Wirken

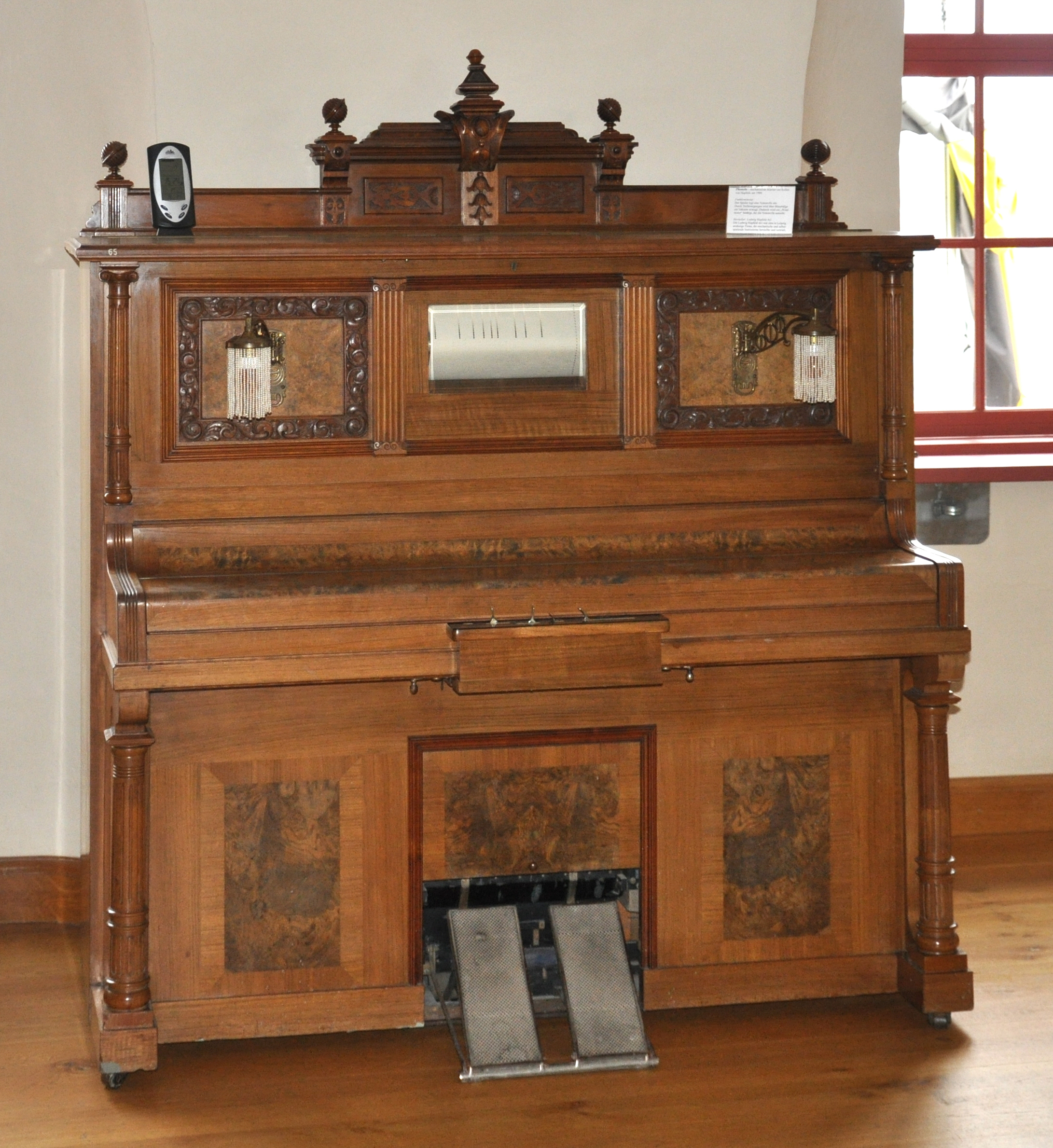
Phonola der Ludwig Hupfeld AG von 1900 (auf Schloss Voigtsberg in Oelsnitz/Vogtl.)

Ludwig Hupfeld besuchte das Königliche Gymnasium in Fulda und durchlief eine kaufmännische Ausbildung in Köln. 1892 erwarb er das Leipziger Musikalienhandelsunternehmen J. M. Grob & Co., das in Leipzig-Eutritzsch seinen Sitz hatte und neben dem Musikalienhandel auch mechanische Instrumente herstellte.
Nach der Übernahme wurde die Firma in Hupfeld Musikinstrumentenwerke geändert. Seit der Umwandlung in eine Aktiengesellschaft 1904 lautete die Firma Ludwig Hupfeld AG. Mit dem Umzug 1911 entstand im Leipziger Stadtteil Böhlitz-Ehrenberg eine imposante Fabrikanlage. Hupfeld kaufte im Laufe der Jahre mehrere Klavierbau-Unternehmen auf, darunter 1918 die Carl Rönisch Hof-Pianofabrik. Nach der Fusion 1925 mit dem Leipziger Unternehmen Zimmermann war Hupfeld branchenführend in Europa. Für seine Erfolge wurde ihm der Ehrentitel Kommerzienrat verliehen. Die Ludwig Hupfeld AG wurde in den 1920er Jahren zum größten Hersteller von mechanischen Musikwerken in Europa.

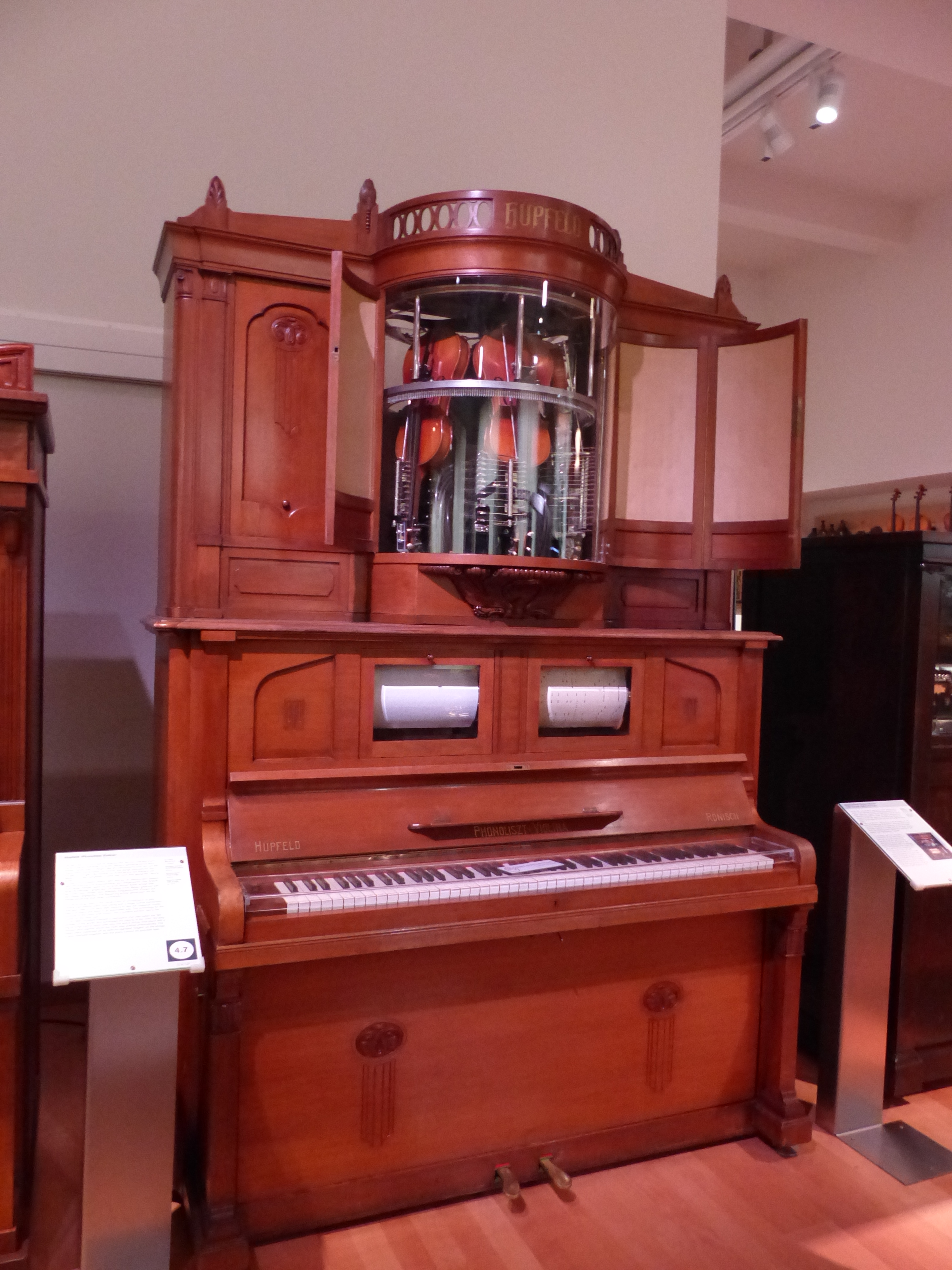
Hupfeld Phonoliszt Violina, Technisches Museum Wien.

Zu den bekanntesten Produkten gehörte seit 1902 das selbstspielende Klavier Phonola in Konkurrenz zum US-amerikanischen Pianola. Eher bescheidenen Erfolg hatte Hupfeld mit dem 1908 vorgestellten Reproduktionsklavier DEA, dessen Rolle später das Triphonola wesentlich erfolgreicher übernahm.

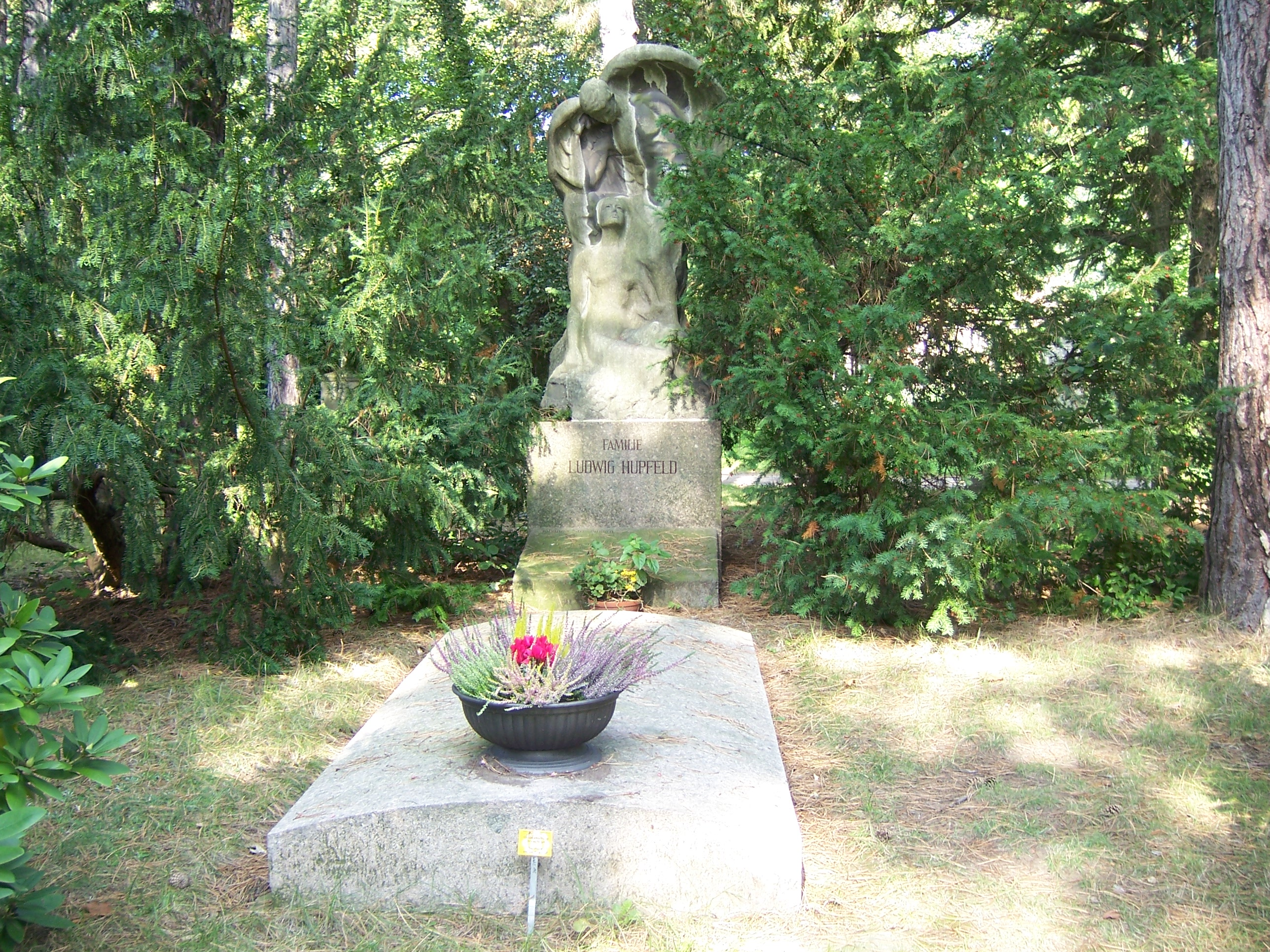
Familiengrabstätte Ludwig Hupfeld auf dem Südfriedhof Leipzig

Sehr erfolgreich war die sogenannte Hupfeld Phonoliszt-Violina, welche bis 1930 ca. 3500 Mal gebaut wurde. Grundlage bildete eine 1907 erfundene Vorrichtung zum Automatisieren des Geigenspiels. Über einen Rundbogen erfolgte das Anstreichen dreier Geigen mit jeweils nur einer aktiven Saite. Mit Hilfe eines Balges werden diese gegen den Rundbogen gedrückt; die Töne werden ebenfalls mittels balggesteuerter "Finger" abgegriffen. Mittels eines Lochstreifens erfolgt die Steuerung sowohl des Geigenspiels als auch die Klaviersteuerung.
Der vielleicht wichtigste Beitrag von Hupfeld ist das sogenannte Weltarchiv Pianistischer Kunst, d. h. die weit über 10.000 Notenrollen-Titel aus der Zeit ca. 1904–1936, die bei Hupfeld aufgenommen oder arrangiert wurden. Darin sind Musikstücke und Aufnahmen, die die gesamte Piano-Literatur der damaligen Zeit für die Nachwelt in dieser Form erhalten hat.
Nach dem Zweiten Weltkrieg wurde die Ludwig Hupfeld AG, da im Zweiten Weltkrieg Munitionskisten und Treibstofftanks im Werk gefertigt worden waren, als Rüstungsfabrikant enteignet.
Ludwig Hupfeld wurde zusammen mit seiner Frau Elisabeth, geb. Beyer (1874–1953), auf dem Leipziger Südfriedhof in einer bis heute erhaltenen Familiengruft beigesetzt.

## Zur weiteren Unternehmensgeschichte nach dem Tode des Gründers
Hupfelds Unternehmen wurde 1949 in VEB Deutsche Pianounion umbenannt. Diese produzierte weiterhin Klaviere auch unter dem Markennamen Hupfeld. Nach der Wende firmierte der Betrieb als Pianofabrik Leipzig GmbH & Co. KG. Im Stammwerk in der nach dem Gründer benannten Ludwig-Hupfeld-Straße 16 in Böhlitz-Ehrenberg fertigte er bis 2009 Instrumente unter den Markennamen Rönisch und Hupfeld. Im Jahr 2009 musste die Pianofortefabrik Leipzig GmbH & Co. KG Insolvenz anmelden und wurde von der Julius Blüthner Pianofortefabrik GmbH übernommen.

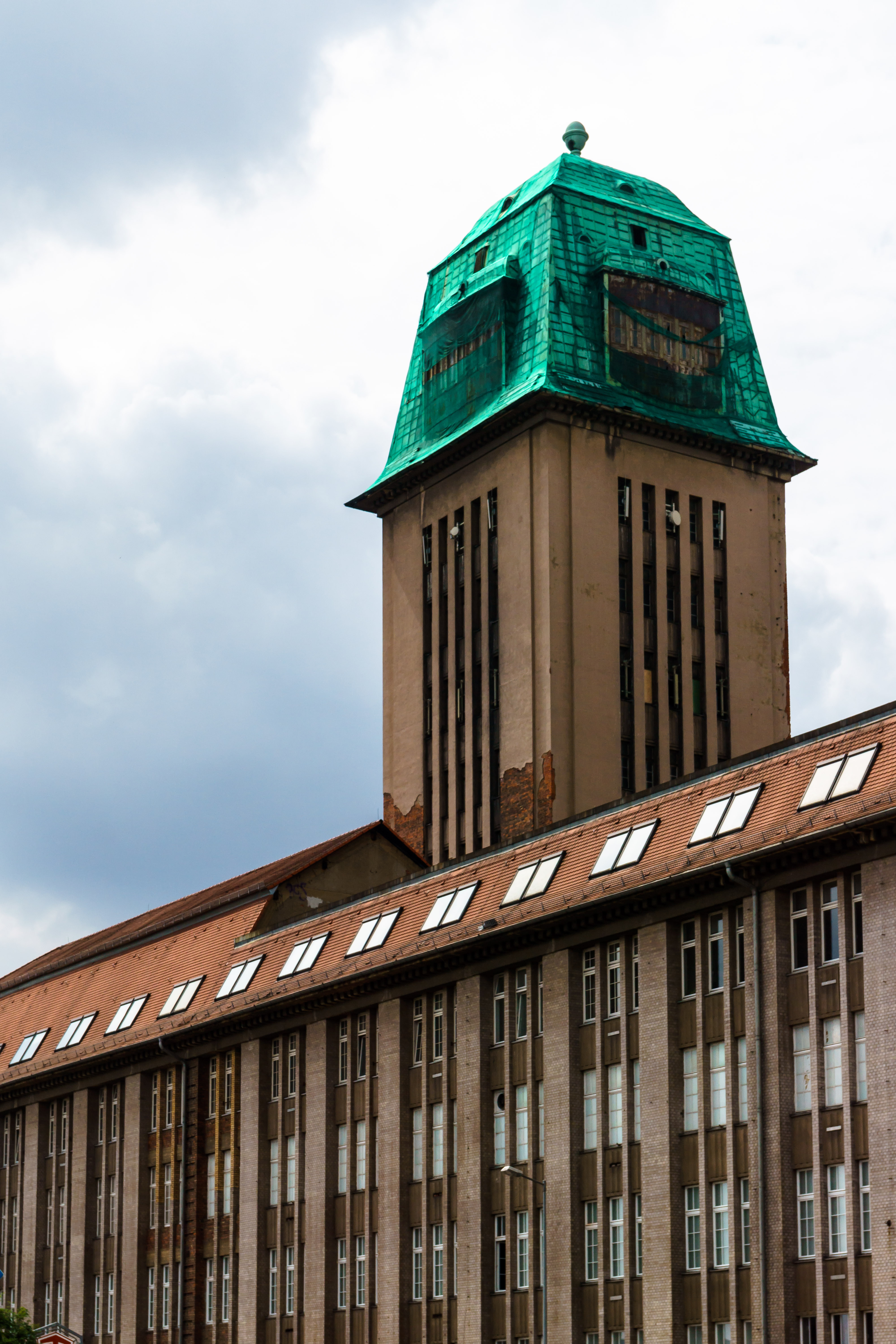
Hupfeld Turm in Leipzig Böhlitz-Ehrenberg

Der einzige Hinweis auf die ehemalige Produktion von Klavieren mit dem Markennamen Hupfeld ist das Hupfeldcenter mit seinem Turm, der meist als Pianoturm bezeichnet wird und ein Wahrzeichen im Leipziger Westen und Böhlitz-Ehrenberg ist. Dort haben sich verschiedene Unternehmen angesiedelt; kleine Bands fanden dort Proberäume, so wird die musikalische Tradition des Ortes fortgeführt.

## Hupfeld Geschäftsunterlagen
2013 sind verschollen geglaubte Unterlagen von Hupfeld ins Sächsische Staatsarchiv, Staatsarchiv Leipzig, gelangt. 20 lfm. Geschäftsberichte, Produktbeschreibungen u. v. m. mit sehr vielen Details zu diesem Unternehmen. Diese Unterlagen sind als Digitalisate einsehbar (siehe Weblinks).